# Notoxus recticornis
Notoxus recticornis là một loài bọ cánh cứng trong họ Anthicidae. Loài này được Van Hille miêu tả khoa học năm 1975.